# إيفن همر
إيفن همر (بالنرويجية البوكمول: Even Hammer)‏ هو اقتصادي نرويجي، ولد في 1 يوليو 1732 في رينغساكر في النرويج، وتوفي في 22 فبراير 1800 في مولده في النرويج.